# NGC 6170
NGC 6170 (również NGC 6176 lub PGC 58188) – galaktyka eliptyczna (E-S0), znajdująca się w gwiazdozbiorze Smoka.
Odkrył ją Lewis A. Swift 9 lipca 1886 roku. Ponownie obserwował ją 1 października tego samego roku, lecz skatalogował ją po raz drugi jako nowo odkryty obiekt. Jak się później okazało, pozycja z pierwszej obserwacji miała błąd rektascensji wielkości 40" i dlatego Swift nie zorientował się, że to ten sam obiekt. John Dreyer w swoim New General Catalogue skatalogował obie obserwacje Swifta jako NGC 6170 i NGC 6176.